# UFC Fight Night: Rodriguez vs. Lemos
UFC Fight Night: Rodriguez vs. Lemos（ユーエフシー・ファイトナイト：ロドリゲス・バーサス・レモス、別名UFC Fight Night 214、UFC on ESPN+ 72）は、アメリカ合衆国の総合格闘技団体「UFC」の大会の一つ。2022年11月5日、ネバダ州ラスベガスのUFC APEXで開催された。

## 大会概要
本大会はマリナ・ロドリゲスとアマンダ・レモスの女子ストロー級戦が組まれた。

## 試合結果

### プレリミナリーカード
第1試合 137ポンド契約 5分3R
○  タミレス・ビダル vs.  ラモーナ・パスクアル ×
1R 3:06 TKO（ボディへの左飛び膝蹴り）
※パスクアルの体重超過により女子バンタム級から変更。
第2試合 128.5ポンド契約 5分3R
○  ジェイク・ハドリー vs.  カルロス・カンデラリオ ×
2R 2:39 三角絞め
※カンデラリオの体重超過によりフライ級から変更。
第3試合 バンタム級 5分3R
○  ジョニー・ムニョス・ジュニア vs.  ルドビク・ショリニアン ×
3R終了 判定3-0（30-27、30-27、29-28）
第4試合 女子ストロー級 5分3R
○  ポリアナ・ヴィアナ vs.  ジン・ユウ・フライ ×
1R 0:47 KO（スタンドパンチ連打）
第5試合 138.5ポンド契約 5分3R
○  マリオ・バティスタ vs.  ベニート・ロペス ×
1R 4:54 トライアングルアームバー
※ロペスの体重超過によりバンタム級から変更。
第6試合 女子フライ級 5分3R
○  ミランダ・マーベリック vs.  シャナ・ヤング ×
3R終了 判定3-0（30-26、30-26、30-26）

### メインカード
第7試合 157.5ポンド契約 5分3R
○  グラント・ドーソン vs.  マルク・O・マドセン ×
3R 2:05 リアネイキドチョーク
※ドーソンの体重超過によりライト級から変更。
第8試合 フライ級 5分3R
○  タギル・ウランベコフ vs.  ネイト・マネス ×
1R 2:11 ギロチンチョーク
第9試合 フェザー級 5分3R
○  シャイラン・ヌアダンビク vs.  ダリック・ミナー ×
1R 1:07 TKO（グラウンドの肘打ち連打）
第10試合 ウェルター級 5分3R
○  ニール・マグニー vs.  ダニエル・ロドリゲス ×
3R 3:33 ダースチョーク
第11試合 女子ストロー級 5分5R
○  アマンダ・レモス vs.  マリナ・ロドリゲス ×
3R 0:54 TKO（スタンドパンチ連打）

### 各賞
ファイト・オブ・ザ・ナイト：該当無し
パフォーマンス・オブ・ザ・ナイト：ニール・マグニー、マリオ・バティスタ、ポリアナ・ヴィアナ、タミレス・ビダル
各選手にはボーナスとして5万ドルが授与された。

### カード変更
負傷などによるカードの変更は以下の通り。